# Matthias Zimmerling
Matthias Zimmerling (* 6. September 1967 in Leipzig) ist ein ehemaliger deutscher Fußballspieler. In der höchsten Spielklasse des DDR-Fußballs, der Oberliga, spielte er für den 1. FC Lokomotive Leipzig.

## Sportliche Laufbahn

### Gemeinschafts-, Club- und Vereinsstationen
Zimmerlings Weg im organisierten Fußball begann 1979 in der Kindermannschaft des 1. FC Lokomotive Leipzig. Ab 1983 spielte er für den 1. FC Lok in der wieder eingeführten Juniorenoberliga. Für die Saison 1986/87 meldete der 1. FC Lok Zimmerling für die DDR-Oberliga. Dort kam er jedoch in dieser Spielzeit nicht zum Einsatz, stattdessen spielte er zunächst mit der 2. Mannschaft in der drittklassigen Bezirksliga. Zu Beginn der Rückrunde wurde er zum Lokalrivalen BSG Chemie Leipzig delegiert, bei der er für den Rest der Saison in der Liga 14 Punktspiele bestritt. Auch in der Spielzeit 1987/88 gehörte der 1,85 Meter große Zimmerling anfangs zum Aufgebot der zweitklassigen BSG Chemie. Nachdem er weitere acht Punktspiele für die Chemiker bestritten hatte und mit fünf Toren eine gute Trefferquote aufwies, holte ihn der 1. FC Lok Leipzig im Herbst 1987 zurück. Für Lok bestritt er am 7. November 1987 sein erstes DDR-Oberligaspiel. In der Partie 1. FC Lok – Stahl Brandenburg (3:1) wurde er 72 Minuten als Linksaußenstürmer eingesetzt. Bis zum Ende der Saison bestritt er noch weitere elf Oberligaspiele. In allen Begegnungen wurde er entweder aus- oder eingewechselt. Sein erstes Oberligator für Leipzig erzielte er am 16. Spieltag, dem 12. März 1988, als er im Auswärtsspiel gegen den BFC Dynamo den 2:0-Endstand für seine Mannschaft erzielte. Auch die Saison 1988/89 begann Zimmerling als Ersatzspieler, erst am 10. Spieltag hatte er seinen ersten 90-Minuten-Einsatz. Von seinen 16 Punktspielen dieser Saison absolvierte er nur drei über die volle Spieldauer. Vor 81.000 Zuschauern im Leipziger Zentralstadion erzielte Matthias Zimmerling am 26. Oktober 1988 den Führungstreffer beim 1:1 gegen den SSC Neapel mit Diego Maradona. Dieses UEFA-Cup-Duell war das letzte Heimspiel im Europacup des 1. FC Lok Leipzig.
In der Saisonvorschau 1989/90 wurde Zimmerling beim 1. FC Lok als Abgang ohne Ziel genannt. Im November 1989 nutzte er die Öffnung der DDR-Grenze, um sich Hannover 96 anzuschließen. Die 96. spielten zu dieser Zeit in der 2. Bundesliga. Schon am 9. Dezember 1989 debütierte er im Heimspiel des 22. Spieltages gegen den 1. FC Saarbrücken, als er zur zweiten Halbzeit eingewechselt wurde. Auch die folgenden fünf Einsätze in jener Saison bestritt er als Einwechselspieler. Seinen einzigen Treffer für Hannover erzielte er am 35. Spieltag im Heimspiel gegen Blau-Weiß 90 Berlin, als er nach seiner Einwechslung zum 2:0-Endstand traf. Im Sommer 1990 kehrte er nach Leipzig zurück und schloss sich dem Oberligaaufsteiger FC Sachsen Leipzig an. Dort bestritt er jedoch nur für 20 Minuten das erste Saisonpunktspiel am 11. August 1990. Bereits vier Wochen später spielte er für den Ligakonkurrenten FC Berlin, dem Nachfolgeverein des BFC Dynamo. Dort bestritt bis zum Ende der Saison-Hinrunde fünf Punktspiele als Stürmer.
Von 1991 bis Oktober 1994 war Zimmerling beim 1. FC Union Berlin aktiv. Für die Berliner spielte er zunächst bis zum Sommer 1994 in der drittklassigen Oberliga-Nordost. Von den 100 ausgetragenen Punktspielen absolvierte Zimmerling 74 Begegnungen, in denen er sich mit 34 Toren zu einem der erfolgreichsten Angreifern der Unioner entwickelte. Als Meister der Staffel Mitte qualifizierte sich der 1. FC Union 1994 für die neu eingerichtete Regionalliga Nordost. Dort bestritt Zimmerling aber nur noch zwei Punktspiele, ehe er sich im November 1994 dem Ligakonkurrenten Energie Cottbus anschloss. Auch in Cottbus zeigte er sich als treffsicherer Schütze. Bis zum Saisonende 1994/95 erzielte er in 13 Spielen 14 Tore. 1995/96 war Zimmerling Spieler des Zweitligisten FC Carl Zeiss Jena, für den er 15 Punktspiele mit drei Torerfolgen bestritt. Danach kehrte er wieder zu Energie Cottbus zurück, wo er 1996/97 eine weitere Saison bestritt. Er verhalf den Lausitzern 26 Punktspieleinsätzen und zwei Relegationsspielen sowie sechs Toren zum Aufstieg in die 2. Bundesliga und stand mit der Mannschaft am 14. Juni 1997 als Einwechselspieler für 25 Minuten im DFB-Pokalendspiel, das die Cottbuser mit 0:2 gegen den VfB Stuttgart verloren. Es folgten weitere Stationen erneut beim 1. FC Union (1997), beim österreichischen Drittligisten Austria Klagenfurt (1998–1999), wieder Sachsen Leipzig (1999/2000) und der Regionalligist VfL Halle 1896 (2000/01).
Zur Saison 2001/02 kehrte Zimmerling nach Klagenfurt zurück. Auch dort setzte er seine kurzfristigen Wechsel fort. Nach einem Jahr bei Austria schloss er sich für die Spielzeit 2002/03 dem Drittligisten SAK an. Es folgte 2003/04 der ASV in der viertklassigen Kärntner Liga und zuletzt 2004/05 der fünftklassige Klagenfurter AC. 2005/06 beendete Zimmerling 38-jährig seine Laufbahn als Fußballspieler beim Klagenfurter Unterklassenverein ASKÖ Wölfnitz. Später spielte er noch jeweils ein Mal 2008 beim SV Dellach/Gail und 2015 beim FC Sans Papiers.

### Auswahleinsätze
Mitte der 1980er-Jahre konnte er sich den Auswahltrainern des DFV empfehlen. In der DDR-Juniorennationalelf bestritt er am 25. September 1985 sein erstes Länderspiel. Er wurde in der Begegnung DDR gegen Niederlande (1:3) als linker Angreifer eingesetzt. Im Frühjahr 1986 wirkte er bei der erfolgreichen Qualifikation für die Junioren-EM in Jugoslawien mit. Bei der im Herbst des Jahres ausgetragenen Endrunde, die die DDR mit ihrer U-19-Auswahl siegreich bestritt, gehörte er nicht mehr zum Kader dieser Mannschaft.
Bei der Junioren-WM 1987 in Chile bestritt er alle sechs Spiele für die U-20 der DDR. Im Spiel um Platz drei, das die DDR im Elfmeterschießen mit 3:1 vor 70.000 Zuschauern gegen die Gastgeber gewann, war Zimmerling einer der erfolgreichen Elfmeterschützen. 1988 absolvierte er vier weitere Länderspiele mit der Nachwuchsauswahl. Zu dieser Zeit hatte er bereits seine Ausbildung zum Instandhaltungsmechaniker abgeschlossen.

## Trainerlaufbahn
Im Frühjahr 2009 erhielt Zimmerling einen Zweijahresvertrag als Trainer beim Oberligisten FSV Zwickau, er wurde aber bereits im Oktober wieder entlassen. Im September 2010 übernahm er beim Allgäuer Bezirksligisten FC Kempten das Traineramt. Mit Beginn der Saison 2016/17 arbeitete Zimmerling als Spielbeobachter und Scout für den viertklassigen 1. FC Lok Leipzig.
Am 15. Oktober 2021 wurde die Verpflichtung von Zimmerling als neuen Cheftrainer des 1. FC Merseburg in der NOFV-Oberliga Süd bekanntgegeben. Er wurde nach nur drei Spielen, die mit einem Gesamttorverhältnis von 0:10 verloren wurden, am 1. November 2021 entlassen.